# Assemblea de Còrdova de 1919
 L'Assemblea de Còrdova de 1919 va ser una assemblea autonomista de la Junta Liberalista d'Andalusia en la que s'advocà per l'abolició dels poders centralistes en Espanya i per la creació d'una Federació Hispànica. Va tenir lloc l'1 de gener de 1919.
En l'assemblea es va acordar el Manifest andalusista de Còrdova, anomenat Manifest de la Nacionalitat, que proclama la necessitat que Andalusia es constitueixi en una "democràcia autònoma" i l'arribada de "l'hora suprema en què haurà de consumar-se definitivament l'acabament de la vella Espanya". Els autors del manifest, entre els quals es troben Blas Infante i diversos membres dels Centres Andalusos, assumeixen com a referència la constitució de l'Assemblea Federalista d'Antequera de 1883 i l'Assemblea de Ronda de 1918, en la que es va proclamar Andalusia com a "realitat nacional" i "pàtria".
L'Estatut d'Autonomia d'Andalusia es remet a aquest manifest per a justificar l'expressió realitat nacional que apareix en el seu preàmbul.